# Lipothymus grandii
Lipothymus grandii är en stekelart som beskrevs av Wiebes 1967. Lipothymus grandii ingår i släktet Lipothymus och familjen fikonsteklar.
Artens utbredningsområde är Filippinerna. Inga underarter finns listade i Catalogue of Life.